# Kellie Pickler
Kellie Dawn Pickler, född 28 juni 1986, är en amerikansk pop- och countrysångerska, som också skriver en del låttexter själv. Hon slog igenom när hon kom på sjätte plats i American Idols femte säsong 2006. Pickler fick skivkontrakt hos BNA Records och gav ut debutskivan Small Town Girl 2006. Skivan har sålts i över 679.000 exemplar och fått en guldskiva i USA. 

## Bakgrund
Pickler föddes på Stanly Memorial Hospital i Albemarle, North Carolina. Hennes föräldrar heter Cynthia Morton och Clyde "Bo" Pickler, Jr. Hennes far har suttit i fängelse flera gånger och är drog- och alkoholberoende. Modern lämnade Pickler då hon var två år och fadern lät farföräldrarna ta hand om henne. Pickler växte upp i Palestine, en liten stad nära Albemarle, tillsammans med sina farföräldrar Clyde Pickler Sr och Faye Pickler. Hennes farmor dog när Pickler gick i high school. Hon bodde kvar hos sin farfar tills hon fick sitt genombrott i Idol.
Pickler avslutade sina high school-studier 2004 på North Stanly High School i New London, North Carolina, där hon var cheerleader och dansare. Vid avslutningsceremonin sjöng hon "On the Side of Angels" av LeAnn Rimes. Hon har arbetat som rullskridskoåkande servitris på Sonic Drive-In. 
2005 var hon med i WSOC-TV-programmet Gimme the Mike! och slutade tvåa. Hon medverkade också i TV-programmet Are You Smarter Than a 5th Grader? (Är du smartare än en femteklassare?). När hon fick frågan "i vilket europeiskt land är Budapest huvudstad?" svarade hon: "jag trodde att Europa var ett land. Jag vet att de pratar franska där. Är Frankrike ett land?" Hon räddades dock av sin medtävlare Nathan (en femteklassare), som visste det rätta svaret.
Som 17-åring vann hon skönhetstävlingen "Miss Stanly County" och gick vidare till Miss North Carolina 2004. 1 januari 2011 gifte hon sig i avskildhet på en ö i Västindien med musikern och låtskrivaren Kyle Jacobs.

## Diskografi

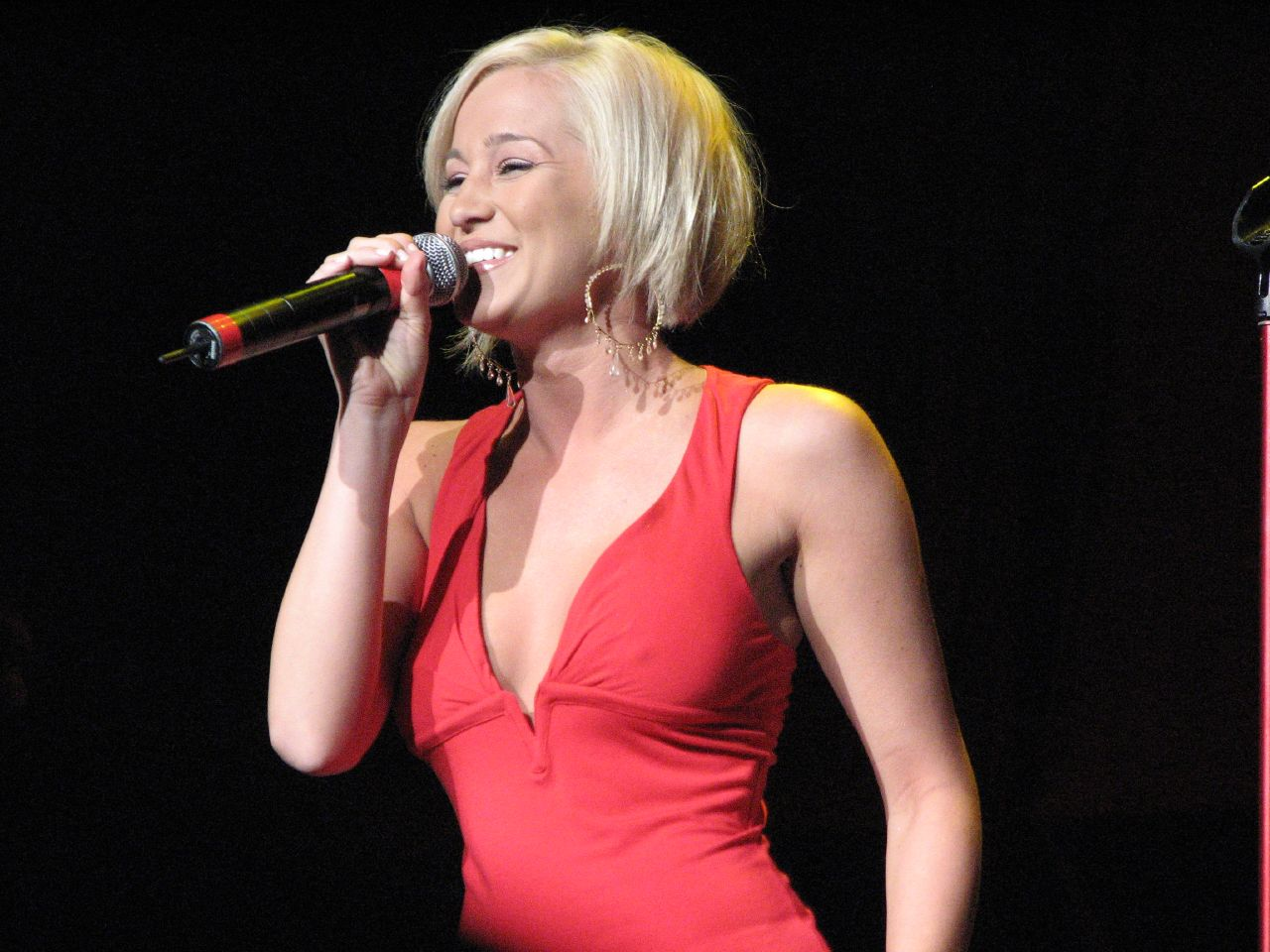
Kellie Pickler 2007

### Album
- 2006 – Small Town Girl
- 1. "Red High Heels"
- 2. "Gotta Keep Moving"
- 3. "Things That Never Cross A Man's Mind"
- 4. "Didn't You Know How Much I Loved You"
- 5. "I Wonder"
- 6. "Small Town Girl"
- 7. "Wild Ponies"
- 8. "Girls Like Me"
- 9. "I'm On My Way"
- 10. "One Of The Guys"
- 11. "My Angel"

- 2008 – Kellie Pickler
- 1. "Don't You Know You're Beautiful"
- 2. "I'm Your Woman"
- 3. "Rocks Instead Of Rice"
- 4. "Didn't You Know How Much I Loved You"
- 5. "Lucky Girl"
- 6. "One Last Time"
- 7. "Best Days Of Your Life"
- 8. "Somebody To Love Me"
- 9. "Makin' Me Fall In Love Again"
- 10. "Going Out In Style"

- 2011 – 100 Proof
- 2013 – The Woman I Am

### Singlar
- 2006 – "Red High Heels" från Small Town Girl
- 2007 – "I Wonder" från Small Town Girl
- 2007 – "Things That Never Cross a Man's Mind" från Small Town Girl